# Mémorial des gardiens de la paix Belges
Le mémorial des gardiens de la paix Belges au Rwanda est situé dans l'enceinte de la base de la Minuar à Kigali. 10 colonnes érigées commémorent le souvenir des soldats belges morts lors du déclenchement des tueries de avril 1994 lors du Génocide des Tutsi au Rwanda.

## Emplacement
| \| 150 km1:3 445 000 \| Kibuye Gisenyi Bisesero Ntarama Kigali Nyamata Murambi Rusiga |
| 150 km1:3 445 000                                                                     |

| 150 km1:3 445 000 |

| Mémoriaux du génocide des Tutsis au Rwanda |
| (2018) Année d'inauguration                |

Le mémorial est l'un de ceux qui n'est pas construit sur la place. Ce mémorial fait partie d'un ensemble de sites commémoratifs nationaux au Rwanda qui commémorent le Génocide des Tutsi au Rwanda. 
Les autres sont le Centre commémoratif de Murambi, le Centre commémoratif du génocide de Bisesero, le Mémorial du génocide à Ntarama, le Mémorial du génocide à Kigali et le Mémorial de Nyarubuye.
Il existe plus de 250 sites commémoratifs enregistrés qui commémorent le génocide au Rwanda.

## Histoire et contexte
Le Rwanda de la fin des années 50, période de la grande vague de décolonisation, connait une exacerbation des tensions sociales et des violences ethniques. Celles-ci se perpétue après que le pays ait acquis son indépendance de la tutelle belge en 1962.
En août 1993, grâce aux efforts de rétablissement de la paix de l’Organisation de l’unité africaine (OUA) et des gouvernements de la région, la signature de l’Accord de paix d’Arusha semble avoir mis fin au conflit (débuté en 1990) entre le gouvernement rwandais de l’époque et le Front patriotique rwandais (FPR). En octobre 1993, le Conseil de sécurité de l’ONU créa la Mission des Nations Unies pour l’assistance au Rwanda (MINUAR) dont le mandat consiste à maintenir la paix, à assurer une assistance humanitaire et, d’une manière générale, à appuyer le processus de paix.
Le 6 avril 1994, la mort des Présidents du Burundi et du Rwanda dans un accident d'avion provoqué par un tir de missile, déclenche le génocide des Tutsis qui était préparé depuis plusieurs mois. On estime à environ 1 million le nombre des victimes assassinées. Moins d'une demi-heure après que l'avion se soit écrasé, des barrages contrôlés par des miliciens hutus, souvent aidés par la gendarmerie ou par du personnel militaire, sont mis en place pour identifier et massacrer les Tutsis.
Le 7 avril, la Radio Télévision Libre des Mille Collines (RTLM) diffuse une émission attribuant la responsabilité de l'accident d'avion au FPR et aux soldats belges de la MINUAR, et commence à inciter les Hutus à éliminer les « cafards tutsis ». Plus tard au cours de cette même journée, la Première ministre, Mme Agathe Uwilingiyimana et 10 casques bleus belges chargés de la protéger sont brutalement assassinés par des soldats du Gouvernement rwandais. Après le massacre de ses soldats, la Belgique décide de retirer ses casques bleus.

## Commémoration des victimes Belges
Selon la résolution 2150 du Conseil de sécurité des Nations Unies (adoptée à l'unanimité en 2014), relative à la prévention et à la lutte contre le génocide, le génocide des Tutsis au Rwanda a, en l'espace de 100 jours, enlevé la vie à environ un million de personnes. Au cours du génocide des Tutsis, des Hutus et d'autres personnes opposées au génocide ont également été tués.

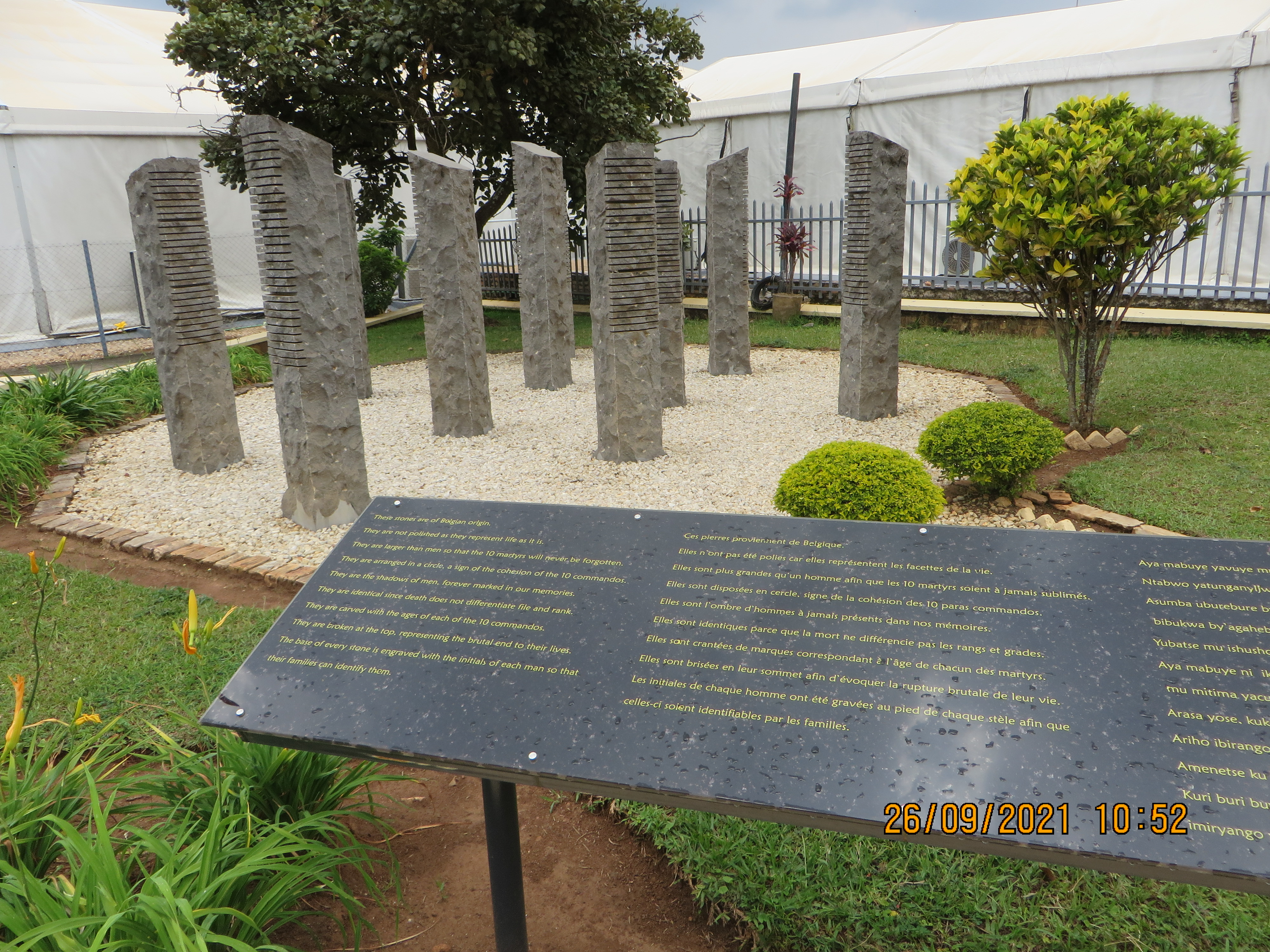
Colonnes au Mémorial des gardiens de la paix Belges de Camp Kigali

La Belgique déplore pour sa part 22 victimes, 10 casques bleus chargés de la protection de la Première ministre Agathe Uwilingiyimana (également tuée) ainsi que 12 civils, assassinés principalement parce qu'ils étaient belges.

### Liste des 22 victimes belges de 1994
Christine André | Bruno Bassinne, | Claire Beckers-Bucyana | Katia Bucyana | Albert Craemers | Alain Debatty  | Olivier Dulieu | Christophe Dupont | Michel Gigi | Antoine Godfriaux | Paul Kesenne | Yannick Leroy |  Hélène Laveque | Stéphane Lhoir | Thierry Lotin | Bruno Meaux | Louis Plescia | Christophe Renwa | Annie Roland-Mugwaneza | Etienne Staelgraeve | Marc Uyttebroeck | Paul Van Vynckt,,,
Plaque commémorative du gouvernement belge et 10 pierres comémorales au 7 april 2000 à la mémoire des 10 soldats belges assassinés à Kigali le 7 avril 1994, en mission pour la Paix au Rwanda
Hommage du gouvernement belge, le 7 avril 2000.

### Rôle des Médias de la Haine
Présentés comme complices du FPR ou encore responsables de l'assassinat du président Habyarimana, les Belges font partie des étrangers qui ont été particulièrement visés par la propagande des « médias de la haine»; surtout par la Radio Télévision Libre des Mille Collines (RTLM) ou le journal Kangura.
La préparation de l'extermination des Tutsis ainsi que le ciblage des Belges, les militaires en particulier, avaient été annoncés dans le "Genocide Fax". Ce fax est envoyé par Roméo Dallaire au siège de l'ONU à New York le 11 janvier 1994, soit près de trois mois avant le début du génocide des Tutsis. Il fait état de l'entretien de son auteur avec un responsable des milices Interahamwe, informé des plans de génocide et est symbolique de l'échec de la communauté internationale à prévenir le génocide des Tutsis au Rwanda.
Extraits du "Genocide Fax":

« 2. HE INFORMED US HE WAS IN CHARGE OF LAST SATURDAYS DEMONSTRATIONS WHICH AIMS WERE TO TARGET DEPUTIES OF OPPOSITION PARTIES COMING TO CEREMONIES AND BELGIAN SOLDIERS. THEY HOPED TO PROVOKE THE RPP BN TO ENGAGE (BEING FIRED UPON) THE DEMONSTRATORS AND PROVOKE A CIVIL WAR. DEPUTIES WERE TO BE ASSASSINATED UPON ENTRY OR EXIT FROM. PARLIAMENT. BELGIAN TROOPS WERE TO BE PROVOKED AND IF BELGIANS SOLDIERS RESORTED TO FORCE A NUMBER OF THEM WERE TO BE KILLED AND THUS GUARANTEE BELGIAN WITHDRAWAL FROM RWANDA.
6. PRINCIPAL AIM OF INTERHAMWE IN THE PAST WAS TO PROTECT KIGALI FROM RPF. SINCE UNAMIR MANDATE HE HAS BEEN ORDERED TO REGISTER ALL TUTSI IN KIGALI. HE SUSPECTS IT IS FOR THEIR EXTERMINATION. EXAMPLE HE GAVE WAS THAT IN 20 MINUTES HIS PERSONNEL COULD KILL UP TO 1000 TUTSIS. »

## Rôle de la Belgique & Conséquences
En avril 1997, le Sénat belge décide d'ouvrir une commission d'enquête parlementaire sur le génocide des Tutsis au Rwanda.
Les conclusions de ce rapport soulignent principalement une responsabilité collective:

« La commission est convaincue qu'outre les responsables rwandais, des autorités politiques et militaires de la Belgique, des Nations unies et de l'ensemble de la communauté internationale sont directement ou indirectement responsables de certains aspects des événements dramatiques postérieurs au 6 avril 1994 au Rwanda. (...) C'est un concours de circonstances, de négligences et de mauvaises évaluations et également d'erreurs qui ont mené au drame. »

Lors de son discours historique du 7 avril 2000 à l'occasion de la 6° commémoration du génocide des Tutsis tenue à Kigali, Guy Verhofstadt (alors Premier ministre) reconnait, face aux Rwandais, les responsabilités de la Belgique dans le génocide de 1994:

« Au nom de mon pays,
je m'incline devant les victimes du génocide. Au nom de mon pays, au nom de mon peuple, je vous demande pardon. »

## Travail judiciaire post génocide
À la suite du génocide des Tutsis, l'appareil judiciaire rwandais, fortement amoindri lors du conflit, n'est pas en mesure d'assurer pleinement le jugement des auteurs présumés de génocide (avec plus de 120.000 suspects arrêtés, l'appareil judiciaire n'a alors la capacité d'en juger qu'environ un millier par an).
La Belgique apporte sa contribution au Tribunal pénal international pour le Rwanda (TPIR), créé par PONU (novembre 1994 décembre 2015) et basé à Arusha (Tanzanie). Le bilan chiffré de 61 condamnés est critiqué.
Afin d'accélérer les procédures et ainsi concrétiser le processus de réconciliation nationale, le gouvernement rwandais met en place les juridictions Gacaca, mécanismes de justice au niveau local inspirés des pratiques traditionnelles.
Après avoir traité 1.958.634 affaires, les juridictions Gacaca ont été officiellement closes le 18 juin 2012.
La Belgique, est le  premier pays étranger à avoir jugé et condamné sur son territoire des génocidaires rwandais; jugements rendus par des juridictions nationales belges sur base du principe de la compétence universelle. 

### Le procès des Quatre de Butare
Alphonse Higaniro, Vincent Ntezimana, Consolata Mukangango et Julienne Mukabutera, arrêtés sur le territoire belge pour implication dans les massacres dans la préfecture de Butare entre avril et juillet 1994.
Ils sont reconnus coupables par la Cour d'assises de Bruxelles le 8 juin 2001 et ont été condamnés à des peines de réclusion de 12 à 20 ans.

### Le procès de Bernard Ntuyahaga
Bernard Ntuyahaga, ex-Major des Forces Armées Rwandaises, est condamné le 5 juillet 2007 par la Cour d'assises de Bruxelles à une peine de réclusion de 20 ans pour le meurtre des 10 casques bleus belges, de la Première ministre rwandaise Agathe Uwilingyimana et de nombreux rwandais principalement dans les préfectures de Kigali et de Butare. Après avoir passé 20 années en prison en Belgique, Bernard Ntuyahaga est expulsé vers le Rwanda en décembre 2018.
Des actions à l'encontre de génocidaires présumés ont continués.